# Jamie Jacobs
Jamie Jacobs, né le 3 décembre 1997 à Purmerend aux Pays-Bas, est un footballeur néerlandais qui évolue au poste de milieu central au Viborg FF.

## Biographie

### En club
Né à Purmerend aux Pays-Bas, Jamie Jacobs commence le football avec le club local du FC Purmerend avant de rejoindre le FC Volendam où poursuit sa formation. Il n'y joue aucun match en équipe première et rejoint l'AZ Alkmaar pour évoluer avec l'équipe réserve du club, le Jong AZ (en). Avec cette équipe il fait ses débuts en deuxième division néerlandaise. Il joue son premier match dans cette compétition le 18 août 2017, face au FC Den Bosch. Il est titularisé et son équipe l'emporte par trois buts à un.
Lors de l'été 2019, Jamie Jacobs s'engage en faveur du SC Cambuur. Le transfert est annoncé le 12 juin 2019 et il signe un contrat de deux saisons, plus une saison supplémentaire en option.
Il découvre l'Eredivisie, l'élite du football néerlandais, le 15 août 2021, à l'occasion de la première journée de la saison 2021-2022, contre le FC Groningue. Il entre en jeu mais ne peut empêcher la défaite de son équipe par deux buts à un.
Le 16 août 2023, Jamie Jacobs rejoint le Danemark pour s'engager en faveur du Viborg FF pour un contrat de deux ans, soit jusqu'en juin 2025,.
Il joue son premier match pour Viborg le 21 août 2023, à l'occasion d'un match de championnat face au Vejle BK. Entré en jeu à la place de Magnus Westergaard, Jacobs se distingue en délivrant une passe décisive sur le but vainqueur de son équipe (2-1 score final).

### En sélection
Jamie Jacobs compte deux sélections avec l'équipe des Pays-Bas des moins de 20 ans. Il joue deux matchs avec cette sélection, les deux en 2017.